# Itaipava São Paulo Indy 300 presented by Nestle 2012
Das Itaipava São Paulo Indy 300 presented by Nestle 2012 fand am 29. April auf dem São Paulo Street Circuit in São Paulo, Brasilien statt und war das vierte Rennen der IndyCar-Series-Saison 2012.

## Berichte

### Hintergrund
Nach dem Toyota Grand Prix of Long Beach führte Will Power in der Fahrerwertung mit 24 Punkten vor Hélio Castroneves und 27 Punkten auf Scott Dixon. Bei den Motorenherstellern führte Chevrolet mit 9 Punkten vor Honda und mit 15 Punkten vor Lotus.
Vor dem Indy führte Honda ein Update an seinem Turbo-Motor durch. Im Gegensatz zu Chevrolet und Lotus verwendete Honda keinen Twin-Turbo-, sondern einen Single-Turbo-Motor. Aus Gründen der Chancengleichheit durfte Honda den Lufteinlass modifizieren. Ursprünglich war das Update bereits zum Toyota Grand Prix of Long Beach geplant, doch Chevrolet zuvor Protest ein. Auch an diesem Wochenende protestierte Chevrolet gegen das Update. Am 11. Mai wurde der Einspruch in letzter Instanz abgewiesen. Honda durfte somit auch alle folgenden Rennen mit dem Update bestreiten. John Barnes, der Teamchef von Panther Racing kritisierte dieses Vorgehen im Laufe des Rennwochenendes mit abfälligen Äußerungen über sein Twitter-Benutzerkonto. IndyCar belegte ihn daraufhin mit einer Geldstrafe von 25.000 US-Dollar und sprach eine Bewährungsstrafe für die restliche Saison aus.
Im Vergleich zum letzten Rennen gab es Veränderungen im Starterfeld: Bryan Herta Autosport w/Curb-Agajanian nahm mit Alex Tagliani nicht an diesem Indy teil. Das Team wollte sich auf das kommende Indianapolis 500 konzentrieren. Zudem hätte es die Reisekosten selber tragen müssen, da die Serie nur die Reisekosten für die ersten 22 Piloten der Gesamtwertung übernahm. Es blieb jedoch bei 26 Piloten, da Ana Beatriz bei Andretti Autosport in die IndyCar Series zurückkehrte. Der Rennstall setzte bei diesem Rennen ein viertes Fahrzeug ein.
Mit Power (zweimal) trat der Sieger aller bisherigen Rennen zu diesem Indy an.

### Training
Aufgrund der Lage der Strecke mitten in São Paulo fanden freitags keine Trainingssitzungen statt. Stattdessen wurden am Samstag zwei Trainings ausgetragen. Im ersten Training erzielte Power die Bestzeit vor den Ganassi-Piloten Dario Franchitti und Dixon. Sébastien Bourdais hatte als bester Lotus-Pilot 1,6 Sekunden Rückstand auf die Spitze. Im zweiten Training war Franchitti schnellster Pilot vor Power und Ryan Hunter-Reay. Das Training wurde dreimal unterbrochen. Zunächst fuhr Castroneves in Kurve 2 in die Reifenstapel, anschließend legte Takuma Satō eine Ölspur und drei Minuten vor Ende hatte Josef Newgarden einen Ausrutscher, der das Training vorzeitig beendete.

### Qualifying
Der erste Abschnitt des Zeitentrainings wurde in zwei Gruppen ausgetragen. Die sechs schnellsten Piloten jeder Gruppe kamen ins zweite Segment. Die restlichen Startpositionen wurden aus dem Ergebnis des ersten Qualifyingabschnitts bestimmt, wobei den Fahrern der ersten Gruppe die ungeraden Positionen ab 13, und den Fahrern der zweiten Gruppe die geraden Positionen ab 14 zugewiesen wurden. In der ersten Gruppe fuhr Power die schnellste Runde, in der zweiten Gruppe war Franchitti der schnellste Pilot. Alle Lotus-Piloten schieden in diesem Segment aus. Satō nahm aufgrund eines Motorschadens nicht am Qualifying teil.
Im zweiten Segment der Qualifikation qualifizierten sich die sechs schnellsten Fahrer für den finalen Abschnitt. Power erzielte die schnellste Runde. Im letzten Abschnitt, dem so genannten Firestone Fast Six, war Power erneut der schnellste vor Franchitti, Dixon, James Hinchcliffe, Hunter-Reay und Justin Wilson.
Da Lotus bei allen Fahrern den Motor wechselte, wurden die Lotus-Piloten nach hinten versetzt. Ebenfalls bestraft wurde Wilson, der im Qualifying ohne die vorgeschriebene Mechanik für die Onboard-Kamera fuhr.

### Abschlusstraining
Im Abschlusstraining am Sonntagmorgen fuhr Hunter-Reay die schnellste Zeit vor E. J. Viso und Power. Es gab mehrere Dreher sowie Ausrutscher und daraus resultierend Gelb- bzw. Rot-Phasen.

### Rennen
Beim Start zum Rennen behielt Power die Führung. In der Anfangsphase folgte ihm Franchitti. Die beiden fuhren einen Vorsprung auf das restliche Feld heraus, welches von Dixon, Graham Rahal, Newgarden, Mike Conway, Hunter-Reay und Hinchcliffe angeführt wurde.
Viele Piloten im hinteren Teil des Feldes setzten auf eine andere Strategie. Castroneves, der von Platz 20 startete, ging erstmals in Runde 10 an die Box. Satō, der vom 25. Platz gestartet war, folgte eine Runde später mit seinem ersten Stopp. Dabei war er zu schnell in der Boxengasse unterwegs und erhielt umgehend eine Durchfahrtsstrafe.
In der 23. Runde löste Ryan Briscoe die erste Gelbphase aus. Bei einem Überholversuch fuhr er in Kurve 6 in einen Reifenstapel. Beim folgenden Restart in der 26. Runde drehte Conway den bis dahin zweitplatzierten Franchitti. Conway, Newgarden und Rahal mussten durch die Auslaufzone fahren und verloren dadurch Zeit. Franchitti legte einen Kontrollstopp an die Box ein und fiel aus den Top 20 raus. Diese Kollision löste eine weitere Gelbphase aus. Beim folgenden Restart in der 29. Runde wurde eine weitere Gelbphase notwendig. Simona de Silvestro drehte Newgarden in der zweiten Kurve um. Dadurch wurde die Strecke teilweise blockiert. Franchitti profitierte von dieser Gelbphase und kam wieder in die Top 10 zurück.
Zur Rennhalbzeit führte Power das Rennen vor Hunter-Reay an. Dahinter fuhren Dixon, Tony Kanaan, Rubens Barrichello, Viso, Beatriz, Franchitti, Castroneves und Satō mit einer anderen Strategie. Nur Power und Hunter-Reay fuhren mit einer Zwei-Stopp-Strategie. Zwischenzeitlich übernahm Dixon die Führung, der einen kurzen, sogenannten Splash-And-Dash-Stopp, kurz vor Rennende plante. Zum Gelingen dieser Strategie durfte es bis zum Stopp zu keiner Gelbphase kommen. Allerdings löste ein Mauerkontakt von Newgarden, bei dem dieser Ausschied, eine weitere Gelbphase aus. In dieser absolvierten die Fahrer, die ihren letzten Stopp noch nicht absolviert hatten, diesen.
Beim Restart kam es zu einigen Verschiebungen. Satō griff auf der Innenbahn Castroneves und Franchitti an. Dabei ging er an beiden vorbei und übernahm die dritte Position. Auch Castroneves gelang es dabei, Franchitti zu überholen. Franchitti bezeichnete das Manöver Satōs nach dem Rennen als „Banzai Move“. Dahinter fuhr Conway in der ersten Kurve in die Mauer. Marco Andretti, Beatriz, Dixon, James Jakes, Kanaan, Simon Pagenaud und Rahal schafften es nicht, auszuweichen, und blockierten die Strecke in diesem Bereich. Daher wurde eine weitere Gelbphase ausgelöst. Es befanden sich nur schließlich nur noch elf Fahrzeuge in der Führungsrunde. Fünf Runden vor Ende kam es zum fünften und letzten Restart. Hunter-Reay versuchte mit einem Angriff auf der Außenbahn an Power vorbeizufahren. Scheiterte aber.
Power gewann das Rennen schließlich vor Hunter-Reay und Satō, der seine erste IndyCar-Podest-Platzierung erzielte. Es war Powers dritter Sieg in Folge. Power lag 63 von 75 Runden in Führung. Die Top 10 komplettierten Castroneves, Franchitti, Hinchcliffe, J. R. Hildebrand, Charlie Kimball, Viso und Barrichello. Oriol Servià wurde als Elfter bester Lotus-Pilot.
Power baute seinen Vorsprung in der Fahrerwertung auf 45 Punkte vor seinem Teamkollegen Castroneves aus. Hinchcliffe übernahm den dritten Rang. Das Team Penske blieb beim vierten Saisonrennen ungeschlagen. Es war das letzte Rennen vor dem diesjährigen Indianapolis 500, dem Saisonhöhepunkt der IndyCar Series.

## Meldeliste
Alle Teams und Fahrer verwendeten das Chassis Dallara DW12 mit einem Aero-Kit von Dallara und Reifen von Firestone.
| Team                                | Nr. | Fahrer              | Motor     |
| ----------------------------------- | --- | ------------------- | --------- |
| Team Penske                         | 02  | Ryan Briscoe        | Chevrolet |
| Team Penske                         | 03  | Hélio Castroneves   | Chevrolet |
| Team Penske                         | 12  | Will Power          | Chevrolet |
| Panther Racing                      | 04  | J. R. Hildebrand    | Chevrolet |
| KV Racing Technology                | 05  | E. J. Viso          | Chevrolet |
| KV Racing Technology                | 08  | Rubens Barrichello  | Chevrolet |
| Dragon Racing                       | 06  | Katherine Legge     | Lotus     |
| Dragon Racing                       | 07  | Sébastien Bourdais  | Lotus     |
| Target Chip Ganassi Racing          | 09  | Scott Dixon         | Honda     |
| Target Chip Ganassi Racing          | 10  | Dario Franchitti    | Honda     |
| KV Racing Technology w/SH           | 11  | Tony Kanaan         | Chevrolet |
| A. J. Foyt Enterprises              | 14  | Mike Conway         | Honda     |
| Rahal Letterman Lanigan             | 15  | Takuma Satō         | Honda     |
| Dale Coyne Racing                   | 18  | Justin Wilson       | Honda     |
| Dale Coyne Racing                   | 19  | James Jakes         | Honda     |
| Ed Carpenter Racing                 | 20  | Ed Carpenter        | Chevrolet |
| Lotus – DRR                         | 22  | Oriol Servià        | Lotus     |
| Andretti Autosport                  | 25  | Ana Beatriz         | Chevrolet |
| Andretti Autosport                  | 26  | Marco Andretti      | Chevrolet |
| Andretti Autosport                  | 27  | James Hinchcliffe   | Chevrolet |
| Andretti Autosport                  | 28  | Ryan Hunter-Reay    | Chevrolet |
| Service Central Chip Ganassi Racing | 38  | Graham Rahal        | Honda     |
| Sarah Fisher Hartman Racing         | 67  | Josef Newgarden     | Honda     |
| Schmidt Hamilton Motorsports        | 77  | Simon Pagenaud      | Honda     |
| Lotus-HVM Racing                    | 78  | Simona de Silvestro | Lotus     |
| Novo Nordisk Chip Ganassi Racing    | 83  | Charlie Kimball     | Honda     |

Quelle: 

## Klassifikationen

### Qualifying
| Pos. | Fahrer              | Team                                | Fahrzeug          | Gruppe 1  | Gruppe 2   | Top 12    | FF6       | Start |
| ---- | ------------------- | ----------------------------------- | ----------------- | --------- | ---------- | --------- | --------- | ----- |
| 01   | Will Power          | Team Penske                         | Dallara-Chevrolet | 1:21,6133 | —          | 1:21,2718 | 1:21,4045 | 01    |
| 02   | Dario Franchitti    | Target Chip Ganassi Racing          | Dallara-Honda     | —         | 1:21,5667  | 1:21,5987 | 1:21,4485 | 02    |
| 03   | Scott Dixon         | Target Chip Ganassi Racing          | Dallara-Honda     | 1:21,7138 | —          | 1:21,5869 | 1:21,8545 | 03    |
| 04   | James Hinchcliffe   | Andretti Autosport                  | Dallara-Chevrolet | 1:21,9420 | —          | 1:21,5856 | 1:21,9956 | 04    |
| 05   | Ryan Hunter-Reay    | Andretti Autosport                  | Dallara-Chevrolet | —         | 1:21,7214  | 1:21,7725 | 1:22,2408 | 05    |
| 06   | Justin Wilson       | Dale Coyne Racing                   | Dallara-Honda     |           | —          | 1:21,7386 | 1:22,2681 | 26    |
| 07   | Graham Rahal        | Service Central Chip Ganassi Racing | Dallara-Honda     | —         | 1:22,0779  | 1:21,8033 | —         | 06    |
| 08   | Mike Conway         | A. J. Foyt Enterprises              | Dallara-Honda     | —         | 1:21,9979  | 1:21,8122 | —         | 07    |
| 09   | Josef Newgarden     | Sarah Fisher Hartman Racing         | Dallara-Honda     | —         | 1:21,8607  | 1:21,8128 | —         | 08    |
| 10   | Ryan Briscoe        | Team Penske                         | Dallara-Chevrolet | —         | 1:22,0104  | 1:21,8495 | —         | 09    |
| 11   | Marco Andretti      | Andretti Autosport                  | Dallara-Chevrolet | 1:22,3696 | —          | 1:21,8498 | —         | 10    |
| 12   | Tony Kanaan         | KV Racing Technology w/SH           | Dallara-Chevrolet | 1:22,3672 | —          | 1:22,5210 | —         | 11    |
| 13   | Rubens Barrichello  | KV Racing Technology                | Dallara-Chevrolet | 1:22,3939 | —          | —         | —         | 12    |
| 14   | E. J. Viso          | KV Racing Technology                | Dallara-Chevrolet | —         | 1:22,1404  | —         | —         | 13    |
| 15   | J. R. Hildebrand    | Panther Racing                      | Dallara-Chevrolet | 1:22,4321 | —          | —         | —         | 14    |
| 16   | Charlie Kimball     | Novo Nordisk Chip Ganassi Racing    | Dallara-Honda     | —         | 1:22,1973  | —         | —         | 15    |
| 17   | Simon Pagenaud      | Schmidt Hamilton Motorsports        | Dallara-Honda     | 1:22,4354 | —          | —         | —         | 16    |
| 18   | James Jakes         | Dale Coyne Racing                   | Dallara-Honda     | —         | 1:22,3840  | —         | —         | 17    |
| 19   | Sébastien Bourdais  | Dragon Racing                       | Dallara-Lotus     | 1:23,1331 | —          | —         | —         | 22    |
| 20   | Hélio Castroneves   | Team Penske                         | Dallara-Chevrolet | —         | 1:22,4143  | —         | —         | 18    |
| 21   | Ana Beatriz         | Andretti Autosport                  | Dallara-Chevrolet | 1:23,2692 | —          | —         | —         | 19    |
| 22   | Ed Carpenter        | Ed Carpenter Racing                 | Dallara-Chevrolet | —         | 1:22,9424  | —         | —         | 20    |
| 23   | Simona de Silvestro | Lotus-HVM Racing                    | Dallara-Lotus     | 1:23,6762 | —          | —         | —         | 21    |
| 24   | Oriol Servià        | Lotus – DRR                         | Dallara-Lotus     | —         | 1:23,4509  | —         | —         | 23    |
| 25   | Katherine Legge     | Dragon Racing                       | Dallara-Lotus     | 1:24,6042 | —          | —         | —         | 24    |
| 26   | Takuma Satō         | Rahal Letterman Lanigan             | Dallara-Honda     | —         | keine Zeit | —         | —         | 25    |

Anmerkungen
1. ↑  Justin Wilson wurde ans Ende des Starterfeldes gesetzt, da er im Qualifying ohne die vorgeschriebene Mechanik für die Onboard-Kamera fuhr.
2. 1 2 3 4  Alle Lotus-Piloten wurden wegen eines Motorenwechsels nach hinten versetzt.

Quellen: 

### Rennen
| Pos. | Fahrer              | Team                                | Fahrzeug          | Runden | Zeit         | Start | Führungsrunden |
| ---- | ------------------- | ----------------------------------- | ----------------- | ------ | ------------ | ----- | -------------- |
| 01   | Will Power          | Team Penske                         | Dallara-Chevrolet | 75     | 2:08:18,2816 | 01    | 63             |
| 02   | Ryan Hunter-Reay    | Andretti Autosport                  | Dallara-Chevrolet | 75     | + 0,9045     | 05    | 0              |
| 03   | Takuma Satō         | Rahal Letterman Lanigan             | Dallara-Honda     | 75     | + 2,3905     | 25    | 0              |
| 04   | Hélio Castroneves   | Team Penske                         | Dallara-Chevrolet | 75     | + 4,5489     | 18    | 02             |
| 05   | Dario Franchitti    | Target Chip Ganassi Racing          | Dallara-Honda     | 75     | + 5,1722     | 02    | 01             |
| 06   | James Hinchcliffe   | Andretti Autosport                  | Dallara-Chevrolet | 75     | + 6,2615     | 04    | 01             |
| 07   | J. R. Hildebrand    | Panther Racing                      | Dallara-Chevrolet | 75     | + 8,3764     | 14    | 0              |
| 08   | Charlie Kimball     | Novo Nordisk Chip Ganassi Racing    | Dallara-Honda     | 75     | + 8,5905     | 15    | 0              |
| 09   | E. J. Viso          | KV Racing Technology                | Dallara-Chevrolet | 75     | + 10,3449    | 13    | 0              |
| 10   | Rubens Barrichello  | KV Racing Technology                | Dallara-Chevrolet | 75     | + 10,8477    | 12    | 0              |
| 11   | Oriol Servià        | Lotus – DRR                         | Dallara-Lotus     | 75     | + 24,4771    | 23    | 0              |
| 12   | Simon Pagenaud      | Schmidt Hamilton Motorsports        | Dallara-Honda     | 74     | + 1 Runde    | 16    | 0              |
| 13   | Tony Kanaan         | KV Racing Technology w/SH           | Dallara-Chevrolet | 74     | + 1 Runde    | 11    | 0              |
| 14   | Marco Andretti      | Andretti Autosport                  | Dallara-Chevrolet | 74     | + 1 Runde    | 10    | 0              |
| 15   | James Jakes         | Dale Coyne Racing                   | Dallara-Honda     | 74     | + 1 Runde    | 17    | 0              |
| 16   | Graham Rahal        | Service Central Chip Ganassi Racing | Dallara-Honda     | 74     | + 1 Runde    | 06    | 0              |
| 17   | Scott Dixon         | Target Chip Ganassi Racing          | Dallara-Honda     | 74     | + 1 Runde    | 03    | 08             |
| 18   | Sébastien Bourdais  | Dragon Racing                       | Dallara-Lotus     | 74     | + 1 Runde    | 22    | 0              |
| 19   | Mike Conway         | A. J. Foyt Enterprises              | Dallara-Honda     | 73     | + 2 Runden   | 07    | 0              |
| 20   | Ana Beatriz         | Andretti Autosport                  | Dallara-Chevrolet | 73     | + 2 Runden   | 19    | 0              |
| 21   | Ed Carpenter        | Ed Carpenter Racing                 | Dallara-Chevrolet | 72     | + 3 Runden   | 20    | 0              |
| 22   | Justin Wilson       | Dale Coyne Racing                   | Dallara-Honda     | 66     | DNF          | 26    | 0              |
| 23   | Josef Newgarden     | Sarah Fisher Hartman Racing         | Dallara-Honda     | 61     | DNF          | 08    | 0              |
| 24   | Simona de Silvestro | Lotus-HVM Racing                    | Dallara-Lotus     | 28     | DNF          | 21    | 0              |
| 25   | Ryan Briscoe        | Team Penske                         | Dallara-Chevrolet | 21     | DNF          | 09    | 0              |
| 26   | Katherine Legge     | Dragon Racing                       | Dallara-Lotus     | 20     | DNF          | 24    | 0              |

Quellen: 

#### Führungsabschnitte
| Abschnitt | Runden | Fahrer            |
| --------- | ------ | ----------------- |
| 1         | 1–51   | Will Power        |
| 2         | 52     | Dario Franchitti  |
| 3         | 53–54  | Hélio Castroneves |
| 4         | 55     | James Hinchcliffe |
| 5         | 56–63  | Scott Dixon       |
| 6         | 64–75  | Will Power        |

Quellen: 

#### Gelbphasen
| Nr. | Dauer | Runden | Grund für Gelbphase |
| --- | ----- | ------ | --- |
| 1   | 23–25 | 3      | Kontakt: Ryan Briscoe (#2) in Kurve 10 |
| 2   | 27–28 | 2      | Kontakt: Dario Franchitti (#10) und Mike Conway (#14) in Kurve 1 |
| 3   | 30–32 | 3      | Kontakt: Sébastien Bourdais (#7), Mike Conway (#14), James Jakes (#19), Josef Newgarden (#67), Simona de Silvestro (#78) und Charlie Kimball (#83) in Kurve 2                       |
| 4   | 63–66 | 4      | Kontakt: Josef Newgarden (#67) in Kurve 6 |
| 5   | 68–70 | 3      | Kontakt: Scott Dixon (#9), Tony Kanaan (#11), Mike Conway (#14), James Jakes (#19), Ana Beatriz (#25), Marco Andretti (#26), Graham Rahal (#38) und Simon Pagenaud (#77) in Kurve 2 |

Quellen: 

## Punktestände nach dem Rennen

### Fahrerwertung
Die Punktevergabe wird hier erläutert.
| Pos. | Fahrer            | Punkte |
| ---- | ----------------- | ------ |
| 01.  | Will Power        | 180    |
| 02.  | Hélio Castroneves | 135    |
| 03.  | James Hinchcliffe | 123    |
| 04.  | Ryan Hunter-Reay  | 121    |
| 05.  | Simon Pagenaud    | 118    |
| 06.  | Scott Dixon       | 109    |
| 07.  | Takuma Satō       | 83     |
| 08.  | Ryan Briscoe      | 83     |
| 09.  | J. R. Hildebrand  | 83     |

| Pos. | Fahrer             | Punkte |
| ---- | ------------------ | ------ |
| 10.  | Dario Franchitti   | 82     |
| 11.  | Rubens Barrichello | 79     |
| 12.  | Graham Rahal       | 76     |
| 13.  | E. J. Viso         | 76     |
| 14.  | Tony Kanaan        | 71     |
| 15.  | Charlie Kimball    | 68     |
| 16.  | Justin Wilson      | 64     |
| 17.  | Oriol Servià       | 64     |
| 18.  | Mike Conway        | 62     |

| Pos. | Fahrer              | Punkte |
| ---- | ------------------- | ------ |
| 19.  | Marco Andretti      | 61     |
| 20.  | Sébastien Bourdais  | 59     |
| 21.  | James Jakes         | 58     |
| 22.  | Josef Newgarden     | 54     |
| 23.  | Ed Carpenter        | 52     |
| 24.  | Simona de Silvestro | 48     |
| 25.  | Katherine Legge     | 46     |
| 26.  | Alex Tagliani       | 37     |
| 27.  | Ana Beatriz         | 12     |

### Herstellerwertung
| Pos. | Hersteller | Punkte |
| ---- | ---------- | ------ |
| 01.  | Chevrolet  | 36     |
| 02.  | Honda      | 24     |
| 03.  | Lotus      | 16     |